# قائمة مضائق العالم

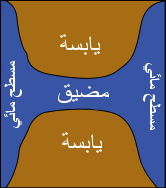
رسم توضيحي لماهية المضيق

المضيق هو عبارة عن ممر مائي ضيق يصل بين مسطحين مائيين كبيرين.

## ا
- مضيق أطرانط - يقع بين إيطاليا وألبانيا، يصل البحر الأدرياتيكي بالبحر الأيوني.
- مضيق أغاتو - يقع في جزر الأليوتيان
- مضيق أكاشي - يقع في اليابان
- ممر أمشيتكا - يقع في جزر الأليوتيان
- ممر أنيغادا - يقع في الجزر العذراء وأنغويلا
- مضيق أوريسند - بين السويد والدانمارك
- مضيق أوترنتو - بين ألبانيا وإيطاليا.

## ب
- مضيق باب المندب - يصل بين البحر الأحمر والمحيط الهندي
- مضيق باب السلام واسمه الفارسي مضيق هرمز - يفصل بين شبه الجزيرة العربية وإيران.
- مضيق باس - يصل بين تاسمانيا وأستراليا
- مضيق بالاباك - بين جزيرة بالاوان (الفلبين) وماليزيا
- مضيق بالي - بين جزيرة بالي وجزيرة جاوة
- مضيق برينغ - يصل بين أمريكا الشمالية وآسيا
- مضيق البوسفور - يصل بين آسيا وأوروبا
- مضيق بونيفاشيو - يصل بين سردينيا وكورسيكا
- مضيق بالك - بين الهند وسريلانكا
- مضيق بافن - بين غرينلاند وجزيرة بافن الكندية
- قناة بنما - بين المحيط الهادي والمحيط الأطلسي
- قناة بيغل - يفرق المضيق بين الجزيرة الكبرى لأرض النار شمالا وعدد من الجزر الصغيرة جنوبا (نافارينو، هوست، لندنديري، جزر بيكتون، لينوكس ونويفا).

## ت
- مضيق تارتاري - يفصل جزيرة سخالين الروسية عن أراضي البر الرئيسي لـ آسيا (جنوب شرق روسيا)
- مضيق تيران - بمدخل خليج العقبة، ويفصل جزيرة تيران عن مدينة شرم الشيخ بشبه جزيرة سيناء.
- مضيق توريس - بين أستراليا وغينيا الجديدة
- مضيق تايوان - مضيق بين الصين القارية وبين تايوان.

## ج
- مضيق جورجيا
- مضيق جبل طارق - يفصل بين البحر الأبيض المتوسط والمحيط الأطلسي.
- مضيق جوبال - بين رأس محمد (سيناء) ومصر(الصحراء الشرقية).
- مضيق جامايكا - يفصل بين جزر جامايكا وجزر هسبانيولا

```
في 
البحر الكاريبي
.
```

- مضيق جوهور - يفصل ماليزيا عن سنغافورة.
- مضيق جولدن جيت - يربط بين خليج سان فرانسيسكو والمحيط الهادي.

## د
- مضيق دايفس - بين جزيرة بافن وغرينلاند.
- مضيق الدردنيل - يفصل بين آسيا وأوروبا.
- مضيق دوفر (بادوكاليه)- بين فرنسا وإنجلترا.
- مضيق الدنمارك - بين آيسلندا وغرينلاند.
- ممر دريك - هو مسطح مائي يقع بين الطرف الجنوبي لأمريكا الجنوبية عند كيب هورن، تشيلي وجزر شيتلاند في الجنوب القارة القطبية الجنوبية.

## ز
- مضيق زنجبار - يقع بين جزيرة زنجبار وقارة أفريقيا.

## س
- مضيق سانت جورج - بين إيرلندا عن ويلز.
- مضيق سكاجيراك - في شمال أوروبا.
- مضيق سوندا - يقع بين جزيرتين إندونيسيتين هما جافا وجزيرة سومطرة. وهو يربط بين بحر جافا والمحيط الهندي.

## ش
- المضيق الشمالي - بين اسكتلندا وإيرلندا الشمالية.

## ف
- مضيق فلوريدا - يصل بين فلوريدا وكوبا.
- مضيق فرموزا - بين الصين وتايوان.
- مضيق فيكتوريا - مضيق في شمال كندا.

## ك
- مضيق كوك - يصل بين الجزيرة الشمالية لنيوزيلندا والجزيرة الجنوبية لنيوزيلندا.
- مضيق كوريا - شبه الجزيرة الكورية واليابان
- مضيق كيتان- يقع في اليابان
- مضيق كاريماتا - يقع بين سومطرة وبورنيو
- مضيق كانمون- يصل بين جزيرتي هونشو وكيوشو اليابانيتين.
- مضيق كاتبغات - يقع بين بالدانمارك والسويد، وهو المضيق الوحيد الذي يصل بين مضيقين (بين مضيق سكاغبراك ومضيق أوريسند).
- مضيق كيرش - بين شبة جزيرة القرم وروسيا في البحر الأسود.
- مضيق كيل - بين جزيرتي هونشو وشيكوكو اليابانيتن.

## ل
- مضيق انت مابفثو - بين جزيرة هوكايدو اليابانية وجزيرة سخالين الروسية في المحيط الهادي.
- مضيق لوزون - يربط بحر الفلبين في غرب المحيط الهادي ببحر الصين الجنوبي بين تايوان ولوزون في الفلبين.

## م
- مضيق مادورا - بين جزيرتي جزيرة جاوة وجزيرة مادورا الأندونيستين.
- مضيق ماجلان - يقع بين أرض النار ورأس هورن بأمريكا الجنوبية.
- مضيق مانيتش - قناة بحرية تصل بحر قزوين ببحر آزوف.
- مضيق مسينا - بين صقلية وإيطاليا.
- مضيق ماكاسر - في المحيط الهادي عند إندونيسيا.
- مضيق ملقا - بين ماليزيا وسومطرة.
- مضيق موزمبيق - أعرض مضيق في العالم، يفصل أفريقيا عن جزيرة مدغشقر.
- مضيق مونا - بين هيسبانيولا وبورتوريكو.

## ن
- مضيق ناروتو - بين جزيرة أواجي اليابانية ومنطقة شيكوكو في اليابان.

## هـ
- مضيق هدسون - في كندا، وهو المضيق الذي يصل بين خليجين هما (خليج هدسون وخليج بافن).
- مضيق هرمز- هو أحد أهم الممرات المائية في العالم يقع في الخليج العربي.
- مضيق هويو - يقع في اليابان

## ي
- مضيق يوكاتان - بين كوبا ويوكاتان في المكسيك